# Китсап (округ)
Округ Ки́тсап (англ. Kitsap County) — округ штата Вашингтон, США. Население округа на 2000 год составляло 231 969 человек. Административный центр округа — город Порт-Орчард.

## История
Округ Китсап основан в 1857 году.

## География
Округ практически полностью расположен на одноимённом полуострове, а также на островах Бейнбридж и Блейк. 
Округ занимает площадь 1025,6 км2, в переписи участвуют общины городов остров Бейнбридж, Бангор, Бремертон, Ист-Порт-Орчард, Эрландс-Пойнт-Китсап-Лейк, Индианола, Кингстон, Манчестер, Нейви-Ярд-Сити, Парквуд, Порт-Орчард, Полсбо, Силвердейл, Сукуамиш и Трейситон.

## Демография
Согласно переписи населения 2000 года, в округе Китсап проживало 231969 человек (данные Бюро переписи населения США). Плотность населения составляла 226.2 человек на квадратный километр.